# 구족회화

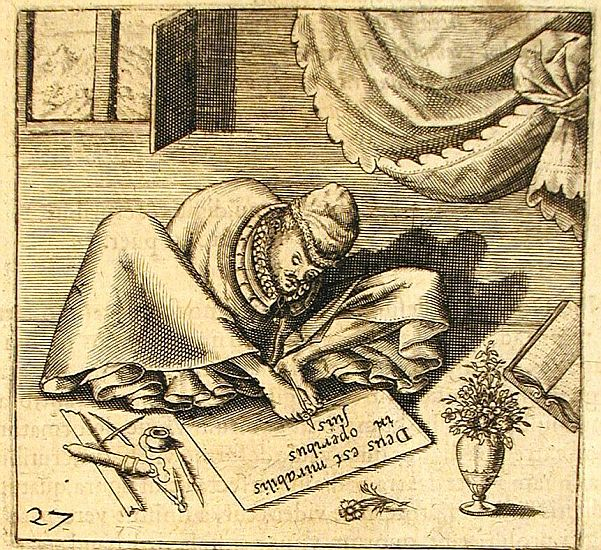
구족화가 토마스 슈바이커(1540년~1602년)의 자화상

구족회화(口足繪畫, mouth and foot painting)는 붓과 기타 도구를 입이나 발로 조작하여 그림, 회화 및 기타 예술 작품을 만드는 기법이다. 이 기법은 주로 질병, 사고 또는 선천적 장애로 인해 손을 사용할 수 없는 예술가인 구족화가들이 사용한다. 세계구족화가협회(Association of Mouth and Foot Painting Artists of the World, AMFPA)는 이러한 예술가들을 대표하는 전 세계적인 조직이다.
사용되는 붓과 도구들은 일반적인 미술 도구이나, 길이나 너비를 개조하기도 한다. 구필화가들은 붓을 입에 물거나 이빨 사이에 끼우고 혀와 볼 근육을 이용하여 조작한다. 종이나 캔버스는 보통 이젤에 수직으로 고정된다. 구화는 그림을 그릴 때 손이 하는 것과 같은 앞뒤 움직임을 머리가 수행해야 하기 때문에 목과 턱 근육에 상당한 부담이 된다. 족화는 바닥에 앉아서, 탁자에서, 또는 이젤에서 할 수 있는데, 대부분의 족필화가들은 손이 있는 사람들이 손가락을 사용하는 것과 같은 정교함으로 발가락을 사용하며, 이는 또한 붓이 더욱 자유롭게 움직여 예술 작품을 만드는 데 도움이 된다.